# Rue Paganini
Pour les articles homonymes, voir Paganini (homonymie).
La rue Paganini est une voie du 20e arrondissement de Paris, en France.

## Situation et accès
La rue Paganini est une voie publique située dans le 20e arrondissement de Paris. Elle débute au 46, boulevard Davout et se termine rue Maryse-Hilsz.

## Origine du nom

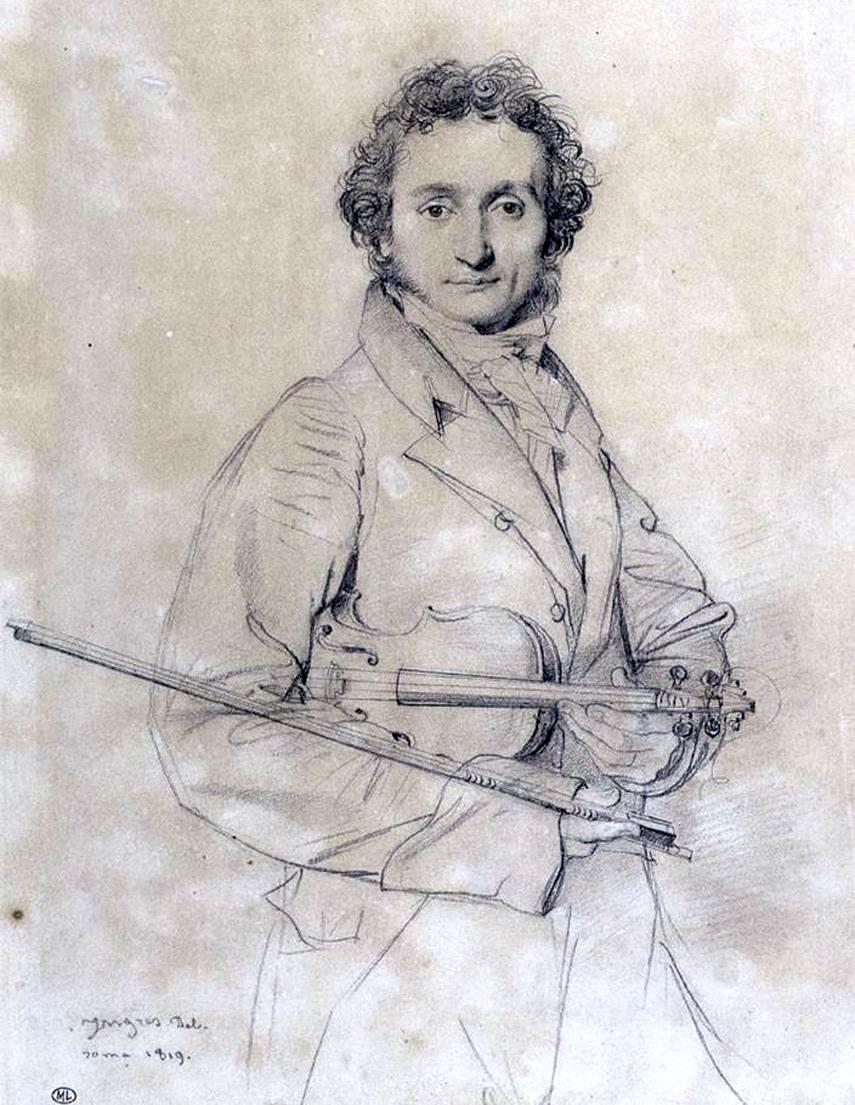
Niccolò Paganini.

Cette voie publique porte le nom de Niccolò Paganini, un violoniste altiste, guitariste et compositeur italien, né à Gênes (république de Gênes) le 27 octobre 1782, et mort à Nice (royaume de Sardaigne) le 27 mai 1840.

## Historique
Cette voie publique a été ouverte sous sa dénomination actuelle par la Ville de Paris par un arrêté du 13 janvier 1934 sur l'emplacement du bastion no 11 de l’enceinte de Thiers.
Elle était jadis connectée à l'actuelle rue de la République à Montreuil, connexion qui fut interrompue par l'aménagement du boulevard périphérique de Paris. Sur son ancienne emprise se situe de nos jours le stade du centre sportif Maryse Hilsz.